# Harpachne harpachnoides
Harpachne harpachnoides là một loài thực vật có hoa trong họ Hòa thảo. Loài này được (Hack.) B.S.Sun & S.Wang mô tả khoa học đầu tiên năm 2003.